# Бије (покрајина)
Бије (порт. Bié), једна је од 18 покрајина у Републици Ангола. Покрајина се налази у централном делу земље, без излаза на Атлантски океан.
Покрајина Бије покрива укупну површину од 70.314 km² и има 1.338.923 становника (подаци из 2014. године). Највећи град и административни центар покрајине је град Квито.